# Black Jack (Missouri)
Black Jack ist eine Stadt im St. Louis County im US-Bundesstaat Missouri und liegt 20 km nördlich von St. Louis in deren Ballungsraum. Das U.S. Census Bureau hat bei der Volkszählung 2020 eine Einwohnerzahl von 6.634 ermittelt.
Der Name „Black Jack“ stammt von einem Wäldchen mit sogenannten Black-Jack-Eichen (Blackjack oak).

## Demografische Daten
Nach der United States Census 2000 lebten 6792 Menschen in 2422 Haushalten und 1789 Familien in Black Jack. Aus ethnischer Sicht setzt sich die Bevölkerung aus 71 % schwarzen, 26 % weißen sowie kleineren Minderheiten zusammen.
In den 2422 Haushalten leben 36,6 % Kinder unter 18 Jahren, in 52,1 % leben verheiratete Paare, in 18,3 % leben Single-Frauen und 26,1 % sind keine familiären Haushalte. 23,2 % der Haushalte bestehen ausschließlich aus einer einzelnen Personen und in 8,2 % leben Alleinstehende über 65 Jahren. Die durchschnittliche Haushaltsgröße beträgt 2,70 und die von Familien 3,20.
Auf die Stadt bezogen setzt sich die Bevölkerung zusammen aus 27,3 % Einwohnern unter 18 Jahren, 8,0 % zwischen 18 und 24 Jahren, 27,1 % zwischen 25 und 44 Jahren, 24,3 % zwischen 45 und 64 Jahren und 13,2 % über 65 Jahren. Der Altersdurchschnitt beträgt 37 Jahre.
Das Durchschnittseinkommen eines Haushaltes in der Stadt beträgt 51.806 US-Dollar, das einer Familie beträgt 63.324 US-Dollar. Das Pro-Kopf-Einkommen liegt bei 22.705 US-Dollar. 4,7 % der Bevölkerung und 2,8 % der Familien leben unter der Armutsgrenze.
10,8 % der Einwohner von Black Jack haben deutsche, 3,1 % irische, 2,7 % englische, 1,5 % italienische und 1,3 % der Einwohner haben polnische Vorfahren.

### Einwohnerentwicklung
| Datum | Einwohner | Veränderung |
| ----- | --------- | ----------- |
| 1970  | 4.145     |             |
| 1980  | 5.293     | 27,7 %      |
| 1990  | 6.131     | 15,8 %      |
| 2000  | 6.781     | 10,6 %      |
| 2010  | 6.929     | 2,2 %       |
| 2020  | 6.634     | −3,8 %      |